# Фридман, Александр Карлович
Александр Карлович Фридман (1876, Российская империя — 1945) — русский офицер, участник Китайского похода, Русско-японской, Первой мировой и Гражданской войны. В эмиграции.

## Биография
Сын мещанина Полтавской губернии. В службе — вольноопределяющимся с 1895 года, окончил Чугуевское военное училище, офицером — с 1898 года. Участвовал в подавлении восстания «Большого кулака» в Китае в 1900—1901 годах и в Русско-японской войне. Первую мировую войну начал в рядах 12-го стрелкового полка, воевал на Юго-Западном, Северо-Западном и Румынском фронтах. Последний чин и должность — полковник, командир 494-го пехотного Верейского полка.
После ранения в 1917 году находился на излечении в Крыму. При возвращении на фронт застал "молдавизацию" и разложение 494-го пехотного Верейского полка. Выяснив обстановку в районе Румынского фронта от знакомого офицера полковника Н. К. Келлера, полковник Фридман со своим денщиком направился в Яссы, где присоединился к полковнику М. Г. Дроздовскому.
В отряде полковника Дроздовского — с 14 января 1918 года. Участник похода Яссы — Дон в составе штаба Сводно-стрелкового полка. Помощник командира полка. Во 2-м Кубанском походе командовал ротой стрелков.
В Добровольческой армии — во 2-м Офицерском (Дроздовском) стрелковом полку, затем — помощник командира 2-го Дроздовского полка. Установлено старшинство в чине с 5 ноября 1919 года. На 30 декабря 1919 года — помощник командира 1-го Дроздовского полка. В Русской Армии — до эвакуации Крыма. Галлиполиец. Осенью 1925 года — в составе Дроздовского полка в Болгарии.
В эмиграции в Чехословакии. Работал в Русском зарубежном историческом архиве. Состоял в РОВС. В 1945 году схвачен в Праге и вывезен в СССР. Умер в тюремном вагоне.

## Семья
Был женат на Вере Александровне Андреяновой (1888—1961), сестре милосердия Дроздовской дивизии (скончалась в Праге). Проживали в Чехословакии.